# Big Lurch
Big Lurch, vlastním jménem Antron Singleton, (* 15. září 1976 Dallas, Texas, USA) je americký rapper a odsouzený vrah. Ve svých sedmi letech začal psát poezii. Brzy se rozhodl pro kariéru rappera. Svou kariéru zahájil v roce 1990 a nejprve vystupoval jako G-Spade, avšak zanedlouho si přezdívku změnil na Big Lurch. Ve druhé polovině devadesátých let působil ve skupině Cosmic Slop Shop, s níž vydal album Da Family (1998). V roce 2004 vydal své první a jediné sólové album s názvem It's All Bad. V roce 2002 zavraždil svou jednadvacetiletou spolubydlící jménem Tynisha Ysais. Následně snědl část jejích plic. V té době byl pod vlivem PCP. V listopadu 2003 byl odsouzen k doživotnímu pobytu ve vězení.